# Jealous Again
Jealous Again è il secondo EP del gruppo hardcore punk statunitense Black Flag, pubblicato nell'agosto 1980 da SST Records.

## Tracce
- Tutte le tracce scritte da Greg Ginn, eccetto dove indicato.

1. Jealous Again – 1:52
2. Revenge – 0:59
3. White Minority – 1:02
4. No Values – 1:45
5. You Bet We've Got Something Personal Against You! (Dukowski, Ginn, Pederast, ROBO) – 0:52

## Crediti[2]
- Ron Reyes - voce, produttore (accreditato come Chavo Pederast)
- Greg Ginn - chitarra, produttore
- Chuck Dukowski - basso, produttore
- ROBO - batteria, produttore
- Spot - produttore, ingegneria del suono
- Raymond Pettibon - artwork, art director
- Black Flag - produttore

## Ristampe
- La prima versione di Damaged conteneva l'intero EP come bonus track[3].